# LZ (група)
LZ е българска поп-група. Съставена е от студенти като самодейна рекламна група към БГА „Балкан“ и приема за име инициалите на българското гражданско въздухоплаване и на българските радиолюбители в ефира. Основател и басист на групата е Милчо Кацаров.

## История
Група „LZ“ („Ел Зет“) е създадена през 1974 г. в България. Нейни членове през годините са:
- Силвер Нури (Силвия Кацарова) – основен вокал;
- Милчо Кацаров – бас-китара, вокал, основател и ръководител;
- Владимир Джамбазов – клавир (до 1978 г.);
- Любомир Дамянов – цигулка, китара, (до 1977 г.);
- Христофор Захариев – соло китара (до 1982 г.)
- Сергей Йорданов – барабани
- Румен Цветанов – барабани (1978 – 1982)

В групата по различно време са участвали:
- Бойко Ачков – китара и вокал, Цанко Чавдаров – вокал;
- Валери Градинарски и Огнян Цветков – соло китара;
- Николай Неев – китара;
- Димчо Делийски – соло китара;
- Людмил Христов – клавир;
- Емил Колев – клавир;
- Емил Гоголов и Стефан Първанов – балабани.

В състава от 1986 г. участват:
- Максим Горанов – китара;
- Валери Конов – клавир;
- Валентин Христов – барабани.

През 1975 година след прослушване за вокалист на групата е приета Силвер Нури. Само след година Милчо Кацаров е тон-иженер в Първо студио на Българското радио и осъществява мечтите за професионални записи на групата. Първата малка плоча на групата е издадена от „Балкантон“ през 1977 г. и съдържа „Песен в зелено“ (м. Димитър Ковачев) – мелодия „юни“ в телевизионната класация „1 от 5“, заедно с певеца Цанко Чавдаров. По това време музикантите в групата са: соло китара – Христофор Захариев, клавишни – Владимир Джамбазов и барабани – Емил Гоголов. Следват записи със Силвер Нури – песните „Щастие има“ и първия албум на групата „Обич и песен“, издаден от Балкантон. Медиите проявяват интерес към „LZ“, а също и много известни автори желаят да работят с тях, сред които: Тончо Русев, Любомир Дамянов, Иван Пеев, Живко Колев, Милчо Спасов и др. С песента „Бяла въздишка“ (м. Мария Ганева) идва и големият успех – два месеца са на първо място в класацията на предаването „Всяка неделя“. Започват концерти из страната и чужбина. През 1984 г. участват в „Шлагерфестивал“ в Дрезден, ГДР и получават Наградата на публиката в състав: клавишни – Людмил Христов, соло китара – Валери Градинарски, барабани – Стефан Първанов. Участват в конкурси и постигат успехи с песните „Бяла красавица“, „След лятото“, „Моя звезда“ и „Ако те погаля“. Следват успешни години на концертния подиум с албумите „Бяла въздишка“ и „Аз живея с музика“. През 1986 г. излиза албумът им „17 дена дъжд“ с музикантите от „Диана Експрес“: соло китара – Максим Горанов, барабани – Валентин Христов и новия пианист Валери Конов. В този състав те стават група на годината в предаването на БНТ „Мелодия на годината“ – 1987. Песента „Топъл дъжд“ (м. Тончо Русев т. Петър Караангов) става визитна картичка на група „LZ“. Последният им албум „LZ–5“ от 1988 г. също им донася голям успех. Този път в състав: клавишни – Емил Колев, барабани – Валентин Христов, китара – Димчо Делийски.
Групата придобива голяма известност след 1980 г. с шлагерите: „Топъл дъжд“, „Обещай ми любов“, „Обич и песен“, „Обичам те“, „Огън от любов“, „Бяла въздишка“, „Бяла красавица“, „След лятото“, „Големият кораб“, „Аз живея с музика“, „Всичко е любов“, „Знам, ще е хубав ден“, „Песента е огън“. В основата на успеха са характерният тембър и маниер на изпълнение на Силвия Кацарова, които създават до голяма степен облика на групата.
На радиоконкурса „Пролет“ през 1985 г. Силвия Кацарова представя в дует с Васил Найденов песента „Огън от любов“ (м. Тончо Русев).
До края на 80-те годиние „LZ“ работят по увеселителни заведеия в Скандиавските страни и Западна Европа.
През 1990 г. „LZ“ се разпада, а Силвия Кацарова поема по самостоятелен път. 
През 2003 г. групата отбелязва своята 30-годишнина с голям концерт в зала 1 на НДК, турне и DVD с най-доброто от рециталите. Следват и други събирания на групата, с участие на много от членовете, свирили през годините в LZ. 
През 2007 г. групата прави голямо национално турне. При тези събирания основателят на групата Милчо Кацаров участва само като ръководител и вокалист, а на бас китарата свирят различни музиканти.
През 2020 г. умира Румен Цветанов.
В телевизионно интервю Силвия Кацарова заявява, че песента „Топъл дъжд“ е била написана специално за Лили Иванова, но понеже певицата не я е искала, групата я записва.

## Награди
| Година | Награда                | Песен/ композитор                | Фестивал                               | Град/ държава  |
| ------ | ---------------------- | -------------------------------- | -------------------------------------- | -------------- |
| 1984   | Hаградата на публиката | за изпълнение на германска песен | Международен фестивал „Шлагерфестивал“ | Дрезден, · ГДР |

## Дискография

### Студийни албуми
| Година | Албум                            | Вид | Издател       | Каталожен номер |
| ------ | -------------------------------- | --- | ------------- | --------------- |
| 2005   | „30 години LZ: Gold“, компилация | CD  | Стефкос мюзик | SM 0106035      |
| 1988   | „5“                              | LP  | Балкантон     | BTA 12326       |
| 1986   | „17 дена дъжд“                   | LP  | Балкантон     | BTA 11936       |
| 1984   | „Аз живея с музика“              | LP  | Балкантон     | ВТА 11582       |
| 1982   | „Бяла въздишка“                  | LP  | Балкантон     | ВТА 11016       |
| 1979   | „Обич и песен“                   | LP  | Балкантон     | ВТА 10448       |

### Малки плочи
| Година | Сингъл    | Вид | Издател   | Каталожен номер |
| ------ | --------- | --- | --------- | --------------- |
| 1977   | „Детство“ | SP  | Балкантон | ВТК 3409        |

### Песни в сборни албуми
| Година | Албум/ песен                                                           | Вид | Издател   | Каталожен номер |
| ------ | ---------------------------------------------------------------------- | --- | --------- | --------------- |
| 1989   | „110 години Български съобщения“, „Очакване“ (м. Кристиян Бояджиев)    | LP  | Балкантон | ВХА 12520       |
| 1988   | „Пролет '88“, „Цветница“ (В6)                                          | LP  | Балкантон | ВТА 12279       |
| 1988   | „Песни за белия град 3“, „Ще се върна в моя град“ (м. Валентин Пензов) | LP  | Балкантон | ВТА 12241       |
| 1982   | „Естрадна панорама 2“, „Но не се влюбвай“ (м. Христо Ковачев)          | LP  | Балкантон | ВТА 11037       |
| 1980   | „Пролет '80“, „Пролет е дошла“ (м. Андрей Дренников)                   | LP  | Балкантон | ВТА 10541       |
| 1980   | Музикален албум „Звезда“, „Мълчалива любов“ (м. Тончо Русев)           | LP  | Балкантон | ВТА 10447       |